# Зулпукарова, Олмаскан Тагаевна
Олмаскан Тагаевна Зулпукарова (род. 30 мая 1989, Бишкек) — российский тайбоксер. Выступает в категории до 45 кг. Бронзовый призер Чемпионата России 2017 года.
В 2015 году дошла до финала Кубка Москвы, но отказалась от боя с Лилией Мадай по медицинским причинам.
В 2017 году Олмаксан победила на Чемпионате Москвы, а на проходившем в Казани Чемпионате России разделила третье место с Натальей Ларченко.
В 2019 году Олмаскан Зулпукарова выиграла чемпионат ЦФО и СЗФО в городе Курске по Тайскому боксу в весовой категории 45 килограмм, одержав победу в финальном поединке над спортсменкой из Московской области, Дарьей Гуреевой.
Помимо занятий тайским боксом Олмаксан Зулпукарова занимается пауэрлифтингом, она выступала на Чемпионатах Мира и Европы.